# Сесава
Се́сава (латыш. Sesava) — населённый пункт в Елгавском крае Латвии. Административный центр Сесавской волости. Находится у региональной автодороги P103 (Добеле — Бауска). Расстояние до города Елгава составляет около 37 км.
По данным на 2015 год, в населённом пункте проживало 333 человека. Есть волостная администрация, начальная школа, дом культуры, библиотека, почтовое отделение, несколько магазинов.

## История
В советское время населённый пункт был центром Сесавского сельсовета Елгавского района. В селе располагалась центральная усадьба колхоза «Падомью яунатне».